# NRG Stadium
O NRG Stadium (anteriormente conhecido como Reliant Stadium) é um estádio, localizado em Houston, Texas (EUA). É a casa do Houston Texans, clube de futebol americano da NFL.
O NRG Stadium faz parte do complexo esportivo Reliant Park (junto com o Astrodome) e também é usado para o Festival de Rodeio de Houston, que acontece desde 1931.

## História
Começou a ser construído em Março de 2000 e inaugurado em 24 de Agosto de 2002, num jogo pré-temporada dos Texans contra o Miami Dolphins. A primeira partida oficial foi contra o Dallas Cowboys em 8 de Setembro do mesmo ano. É o primeiro estádio da NFL com teto retrátil.
Em 1 de Fevereiro de 2004, o NRG Stadium sediou o Super Bowl XXXVIII. O New England Patriots venceu o Carolina Panthers por 32-29, mas o jogo ficou marcado pelo "incidente" do show do intervalo entre os cantores Janet Jackson e Justin Timberlake.
Em 7 de Abril de 2005 foi realizado um Grande Show em Tributo a cantora Selena, falecida em 1995. o show contou com a participação de cantoras como Gloria Estefan e Thalía.
O primeiro nome do estádio (e do complexo) veio da empresa energética Reliant Energy, que comprou os direitos do nome em 2000 por um período de 32 anos. Quando a empresa mudou seu nome para NRG Energy em 2014, o estádio também o fez.
No dia 5 de Abril de 2009, o estádio foi o palco da maior atração da WWE, a Wrestlemania XXV.
Este estádio foi sede do Super Bowl LI em 2017.
Recebeu 3 partidas da Copa América de 2024 e será uma das sedes da Copa do Mundo FIFA de 2026.

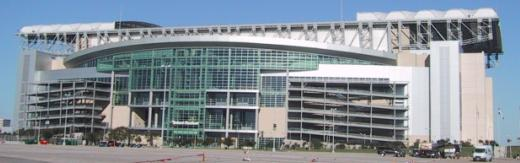
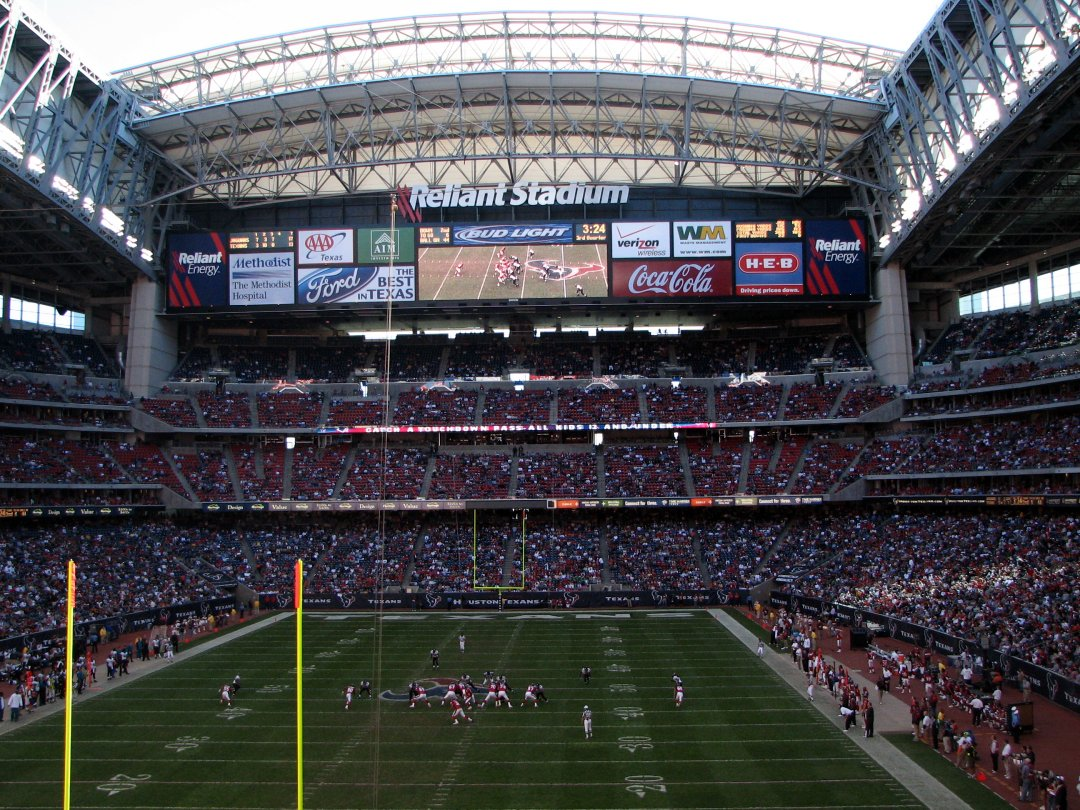
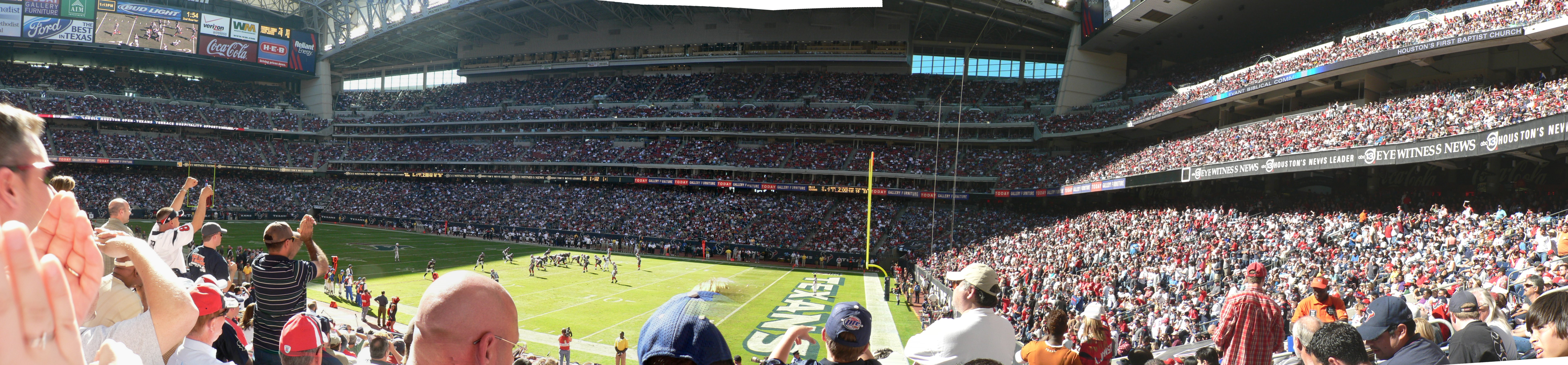